# Municipio de Åre
Åre es un municipio en la región media de Suecia (Jämtland). Está situado a los pies de Åreskutan. Aquí se celebró el Campeonato Mundial de Esquí Alpino de 2019.